# Анчелотти, Давиде
Давиде Анчелотти (итал. Davide Ancelotti, род. 22 июля 1989, Парма, Эмилия-Романья, Италия) — итальянский футболист и тренер, выступавший на позиции полузащитника. В настоящее время является главным тренером бразильского клуба «Ботафого».

## Ранние годы
Давиде Анчелотти родился 22 июля 1989 года в итальянском городе Парма в семье известного футбольного тренера Карло Анчелотти и его супруги Луизы Джибеллини. Вслед за своим отцом он начал карьеру профессионального футболиста в «Милане», где выступал на позиции полузащитника. В дальнейшем перешел в любительский клуб «Боргоманеро», однако завершил игровую карьеру в возрасте 20 лет, чтобы сосредоточиться на тренерской деятельности.
В возрасте 22 лет он получил степень в области спортивных наук.

## Тренерская карьера

### Начало
Первым шагом Давиде в тренерской деятельности стало назначение в 2012 году тренером по физподготовке французского клуба «Пари Сен-Жермен», где его отец был главным тренером.
После перехода Карло Анчелотти в «Реал Мадрид» Давиде также присоединился к клубу, работая помощником тренера по физподготовке.
В 2016 году, получив тренерскую лицензию УЕФА категории A (закончив курс лучшим в своем классе), он стал помощником главного тренера в немецком клубе «Бавария» под руководством своего отца.
В «Баварии» он подружился с испанским полузащитником Тьяго Алькантарой, что вызвало недовольство некоторых футболистов команды из-за чрезмерного дружелюбия между игроком и тренером вместо профессиональной дистанции. Когда Карло Анчелотти возглавил «Наполи» в 2018 году, Давиде снова стал его ассистентом.
В ноябре 2019 года, когда Карло был дисквалифицирован на выездной матч против «Ромы», Давиде дебютировал в качестве главного тренера, возглавив команду в игре, окончившейся поражением со счетом 1:2. В декабре 2019 года Давиде вместе со своим отцом переехал в Англию, став его помощником в «Эвертоне». Работая вместе с другим ассистентом Дунканом Фергюсоном, они отвечали за тренировки.
Вернувшись со своим отцом в «Реал Мадрид», Давиде должен был возглавить команду в матче против «Сельты» в апреле 2022 года из-за подтвержденного диагноза COVID-19 у Карло, однако из-за отсутствия у него в то время лицензии УЕФА Pro он не смог официально руководить командой, хотя имел право находиться на боковой линии.
В июле 2023 года Давиде успешно получил лицензию УЕФА Pro после завершения тренерского курса в Уэльсе.
В мае 2024 года он был назван «секретным оружием» своего отца в «Реале».
В июне 2025 года Анчелотти был утвержден в должности ассистента главного тренера сборной Бразилии.

### «Ботафого»
8 июля 2025 года 35-летний Анчелотти начал самостоятельную тренерскую карьеру, покинув сборную Бразилии и возглавив команду бразильской Серии A «Ботафого». Контракт Давиде с клубом был подписан до декабря 2026 года.

## Тренерский стиль
Давиде считается современным и прогрессивным тренером, который разделяет спокойный и расслабленный стиль управления своего отца. Имея опыт работы тренером по физподготовке, он часто проводил предматчевые разминки, как, например, в «Эвертоне» вместе с главным тренером по физподготовке Франческо Маури, тесно сотрудничая с отцом и никогда не называя его «папой», они часто обмениваются идеями, что приводит к взаимозависимости между ними.

## Личная жизнь
Давиде владеет пятью языками: итальянским, французским, испанским, немецким и английским. В июне 2022 года он женился на художнице Ане Галоча. У пары двое сыновей-близнецов, Лукас и Леонардо.